# Олдрич, Перли Данн
Перли Данн Олдрич (англ. Perley Dunn Aldrich; 6 ноября 1863, Блэкстон, штат Массачусетс — 20 ноября 1933, Филадельфия) — американский певец (баритон), органист и композитор.
Окончил Консерваторию Новой Англии, затем частным образом занимался в Париже у Антонио Трабадело и Джованни Сбрильи (в дальнейшем несколько раз был ассистентом Сбрильи во время проводимых им летних вокальных школ). Автор кантаты «Спящая дриада» (англ. The sleeping wood-nymph; 1896), песен и романсов. Женился на Дженни Л. Лэмсон в 1887 году. Преподавал в Трое, в Канзасском университете в Канзас-сити (1885—1888) и консерватории Ютики (1889—1891), затем в 1891—1903 гг. в Рочестере, где, помимо прочего, руководил небольшим полулюбительским оркестром, и наконец в Филадельфии, где после создания Кёртисовского института музыки стал в нём первым руководителем вокального отделения. У Олдрича учился Пол Олтхауз.
Умер от сердечного приступа. Похоронен на Кладбище Элмвуд в Нью-Йорке.